# Anna Seghers
(Anna Seghers, La settima croce, 1942)
Anna Seghers, pseudonimo di Netty Reiling (Magonza, 19 novembre 1900 – Berlino Est, 1º giugno 1983), è stata una scrittrice tedesca.

## Biografia
Studia all'Università di Heidelberg, dove si laurea nel 1924 con una tesi in Storia dell'arte, dedicata alla figura dell'ebreo e dell'ebraismo nell'opera di Rembrandt. L'anno successivo sposò lo scrittore ungherese László Radványi.
Dal 1928 fu iscritta al Partito Comunista di Germania; adotta come pseudonimo il cognome di un incisore olandese del Seicento, col quale firma il suo primo romanzo: La rivolta dei pescatori di Santa Barbara, storia di uno dei primi scioperi di pescatori poveri del Mare del Nord, un capolavoro dove nei crudi chiaroscuri e nel montaggio di un testo volutamente realista, affiorano gli esiti della sua educazione segnata dall'espressionismo letterario e cinematografico.
Arrestata nel 1933, ripara esule in Francia; nel 1935 prende parte al congresso antifascista dell'AEAR per la difesa della cultura al Palais de la Mutualitè; nel 1937, durante la guerra civile spagnola, tiene un comizio antifranchista a Madrid; arriva in Messico nel 1941, dove redige il trittico che le assicura la fama: La Settima croce, Transit o Visto di transito nel 1944, il racconto lungo La gita delle ragazze morte nel 1946.
Tornò nei territori tedeschi nel 1947, stabilendosi nella Repubblica Democratica Tedesca. Qui ricoprirà dal 1952 al 1978 il ruolo di presidente dell'Unione degli Scrittori della DDR. È tra le promotrici nel 1963 del convegno internazionale di Liblice, in Cecoslovacchia,  dedicato a Franz Kafka. È amica e frequenta negli incontri internazionali per la pace gli scrittori Pablo Neruda e Jorge Amado.
Nel 1976  Anna Seghers è la pubblica accusa del dissidente Wolf Biermann, poeta e chansonnier, cui venne rifiutato il rientro nella DDR, nella quale pure si era rifugiato nel 1953.
Muore a Berlino Est il 1º giugno 1983.

## Opere

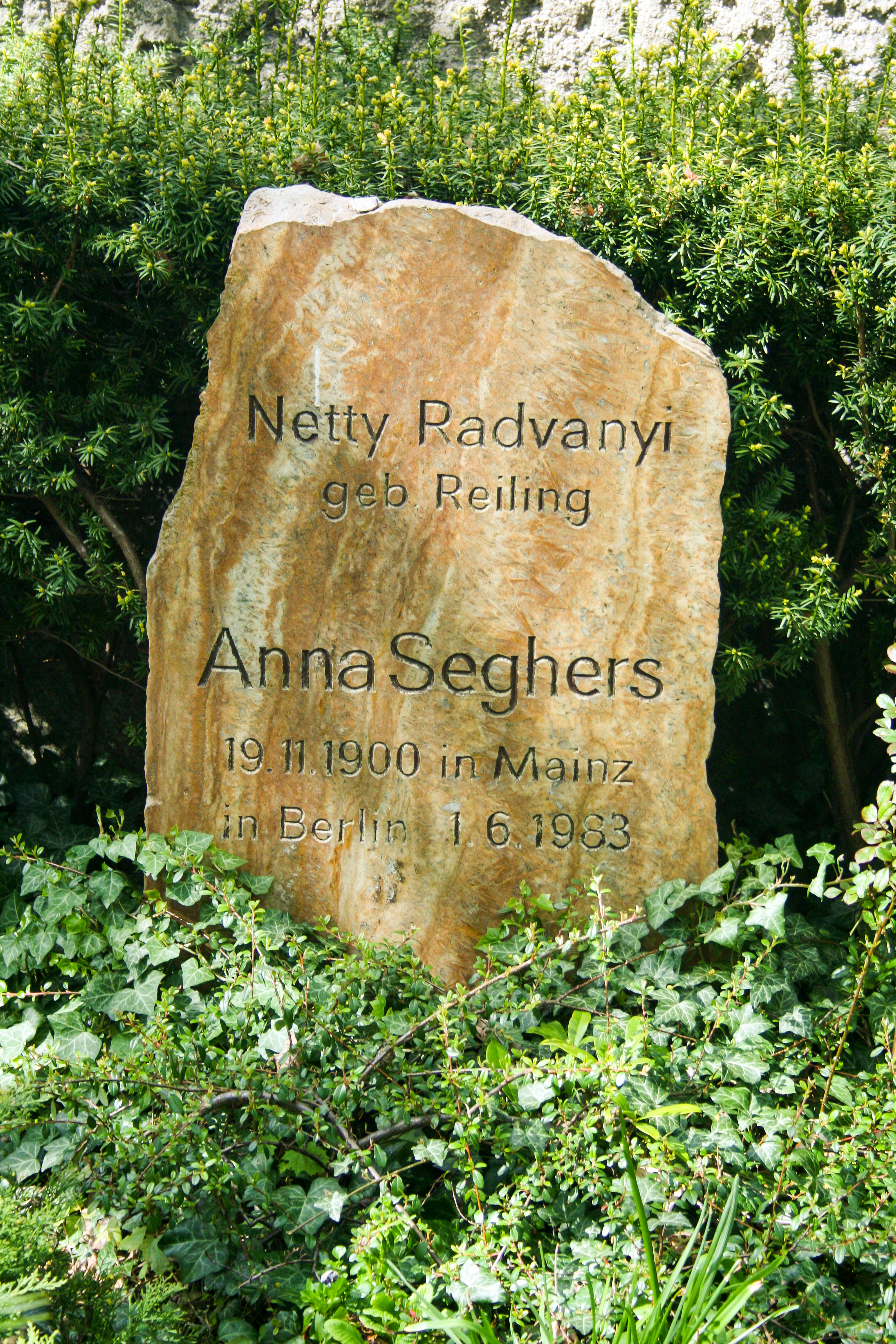
Tomba di Anna Seghers a Berlino

- Jude und Judentum im Werke Rembrandts, 1924
  - L'ebreo e l'ebraismo nell'opera di Rembrandt, trad. P. Buscaglione Candela, a cura di V. Pinto, Giuntina, 2008
- Jans muß sterben, 1925
  - Jans deve morire, e/o, 2003
- Der Aufstand der Fischer von St.Barbara, 1928
  - La rivolta dei pescatori di Santa Barbara, Torino, Einaudi, 1949
- Der Weg durch den Februar, 1935
  - La via di febbraio, Parenti, 1956
- Die rettung, 1937
  - I sette della miniera, Torino, Einaudi, 1950
- Das siebte Kreuz, 1942
  - La settima croce, trad. Eusebiu Vicol, Milano, Mondadori, 1947
  - La settima croce, trad. Alessandra Petrelli, BEAT, 2015
- Der Ausflug der toten Mädchen, 1943
  - La gita delle ragazze morte, La Tartaruga 1981
  - La gita delle ragazze morte, trad. E. Cortese, Filema, 2000
  - La gita delle ragazze morte, trad. Rita Calabrese, Marsilio, 2010
- Die Hochzeit von Haiti, 1949
  - Nozze a Haiti, trad. I. Nerozzi, Filema, 2007
- Die Toten bleiben jung, 1949
  - I morti non invecchiano, trad. di Clara Bovero, Torino, Einaudi, 1952
  - I morti restano giovani, trad. di F. Brambilla, a cura di D. Rossi, Mimesis, 2011
- In Cina (1951), Mimesis, 2009
- Transit, 1944
  - Visto di transito, Edizioni di cultura sociale, Roma, Editori Riuniti, 1953
  - Transito, trad. Mario Ramous, Introduzione di Christa Wolf, Roma, e/o, 1985
  - Transito, trad. Eusebio Trabucchi, Roma, L'orma, 2020
- Das wirkliche Blau, 1967
  - Il vero azzurro, Roma, Editori riuniti, 1988
- Die Tochter der Delegierten, 1970(?)
  - La figlia della delegata, Alea, 2006
- Sonderbare Begegnungen, 1972
  - Incontro a Praga, Guanda, 1983

## Filmografia
- La settima croce (The Seventh Cross), regia di Fred Zinnemann, 1944
- La donna dello scrittore (Transit), regia di Christian Petzold, 2018